# Олиба II (граф Каркассона)

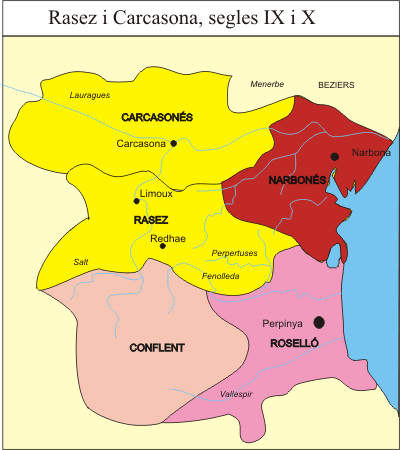
Владения Беллонидов в IX—X веках (показаны жёлтым цветом)

Оли́ба II (фр. Oliba IIer; умер около 879) — граф Каркассона и Разеса (не позднее 870 — около 879) из династии Беллонидов.

## Биография
Вероятнее всего, Олиба II был старшим сыном скончавшегося в 837 году правителя Каркассона Олибы I. Однако, так как в раннесредневековых исторических источниках имя отца Олибы II не называется, выдвигаются предположения, что он мог быть внуком или племянником Олибы I.
Первое достоверное свидетельство об Олибе II как о владельце Каркассонского и Разесского графств относится к 20 июля 870 года, когда правитель Западно-Франкского государства Карл II Лысый передал «своему дорогому графу» Олибе несколько королевских пфальцев в этих графствах. Анализ текста документа позволил историкам сделать вывод, что и ранее 870 года Олиба II уже владел обоими этими графствами. Возможно, он мог получить Каркассонское графство около 865 года, став здесь преемником смещённого Карлом Лысым маркграфа Готии Гумфрида. Предполагается, что около этого же времени Олиба и его брат Акфред I получили в совместное управление и графство Разе, ставшее приданым супруги Акфреда Аделинды, дочери графа Бернара Плантвелю.
Несмотря на эти проявления королевской милости, в 872 году по невыясненным причинам Карл II Лысый отдал и Каркассон, и Разе графу Тулузы Бернару II Телёнку. Точно неизвестно, был ли этим королевским актом Олиба II лишён всех своих владений, или таким образом монарх законодательно закреплял вассальную зависимость владельцев Каркассона и Разе от правителей Тулузы. Однако уже вскоре Бернар Телёнок был убит людьми Бернара Плантвелю. Исторические хроники не сообщают, кто были эти убийцы, но предполагается, что Олиба и Акфред могли принимать непосредственное участие в устранении своего противника. Сразу же после гибели Бернара король Карл Лысый возвратил братьям оба их графства, а Бернару Плантвелю отдал Тулузу.
В хартии от 23 сентября 873 года сообщается о встрече четырёх графов — Олибы II, Акфреда I, Вифреда Волосатого и Миро Старого, приуроченной к освящению церкви Рождества Богородицы в селении Формигер, построенной ими в память о своих общих предках. К этому же времени историки относят и точно недатированные сведения об укреплении владельцами Каркассона связей с правителями графств будущей Каталонии (в первую очередь, Руссильона) и начало их покровительства над епархией Эльны.
До самого конца своей жизни Олиба II продолжал оставаться верным вассалом правителей Западно-Франкского государства. В 877 году граф Каркассона, вероятно, посетил состоявшееся в Кьерзи заседание государственной ассамблеи. Здесь 11 июня он получил от Карла II Лысого хартию, даровавшую владениям Олибы целый ряд льгот и привилегий, а также отдававшую графу в личное владение земли, ранее конфискованные в Готской марке у Миро Эутилия и других мятежников. Одним из этих лиц документ называет Фредария — первого виконта Каркассона, известного из исторических источников. Возможно, что в 878 году Олиба II также участвовал в церковном соборе в Труа, на котором в присутствии папы римского Иоанна VIII за мятеж против нового короля Людовика II Заики маркграф Бернар Готский был осуждён и лишён всех своих владений.
Вскоре после этого Олиба II скончался. Предполагается, что это могло произойти около 879 года. От брака с неизвестной по имени женщиной у Олибы было двое сыновей: Бенсио и Акфред, однако, так как они, вероятно, были ещё несовершеннолетними, новым правителем Каркассона и Разе стал брат умершего графа, Акфред I.